# Ǎ

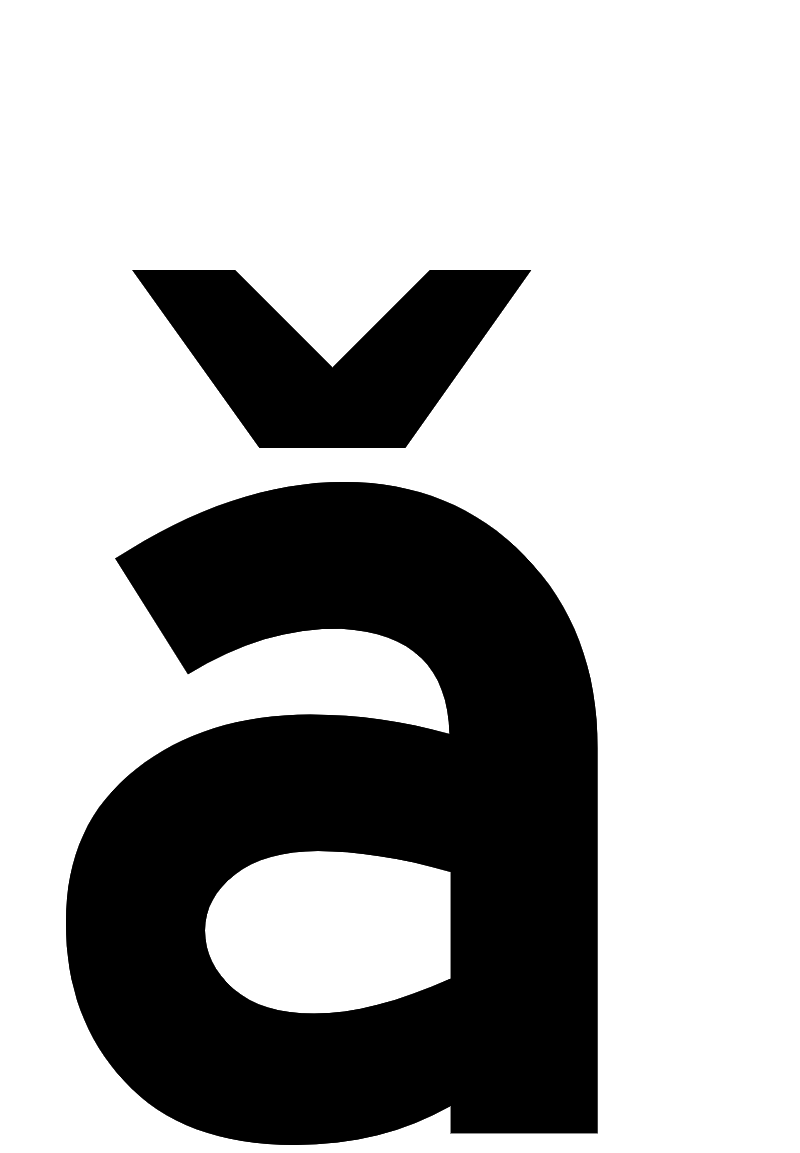
La letra a con caron en Highway Gothic

La A con carón (mayúscula: Ǎ, minúscula: ǎ) es una letra del alfabeto latino extendido.

## Uso
La A con carón se usa en el sistema pinyin para indicar el tercer tono (descendente y remontante) de dicha vocal en el idioma chino mandarín.
En pinyin, existen más vocales con carón, Ěě, Ǐǐ, Ǒǒ y, por último, Ǔǔ. También podemos encontrarlas todas con los 4 tonos del idioma chino, cada uno se representa con un signo diacrítico, estos son: acento agudo, acento grave, macrón y el carón o en algunos casos, sin tono alguno.

## Unicode
En Unicode, la mayúscula está codificada en U+01CD y la minúscula está codificada en U+01CE.
| Carácter      | Ǎ                                 | Ǎ                                 | ǎ                               | ǎ                               |
| ------------- | --------------------------------- | --------------------------------- | ------------------------------- | ------------------------------- |
| Unicode       | LATIN CAPITAL LETTER A WITH CARON | LATIN CAPITAL LETTER A WITH CARON | LATIN SMALL LETTER A WITH CARON | LATIN SMALL LETTER A WITH CARON |
| Codificación  | decimal                           | hex                               | decimal                         | hex                             |
| Unicode       | 461                               | U+01CD                            | 462                             | U+01CE                          |
| UTF-8         | 199 141                           | C7 8D                             | 199 142                         | C7 8E                           |
| Ref. numérica | &#461;                            | &#x1CD;                           | &#462;                          | &#x1CE;                         |